# 協同改革派プロテスタント・オランダ教会

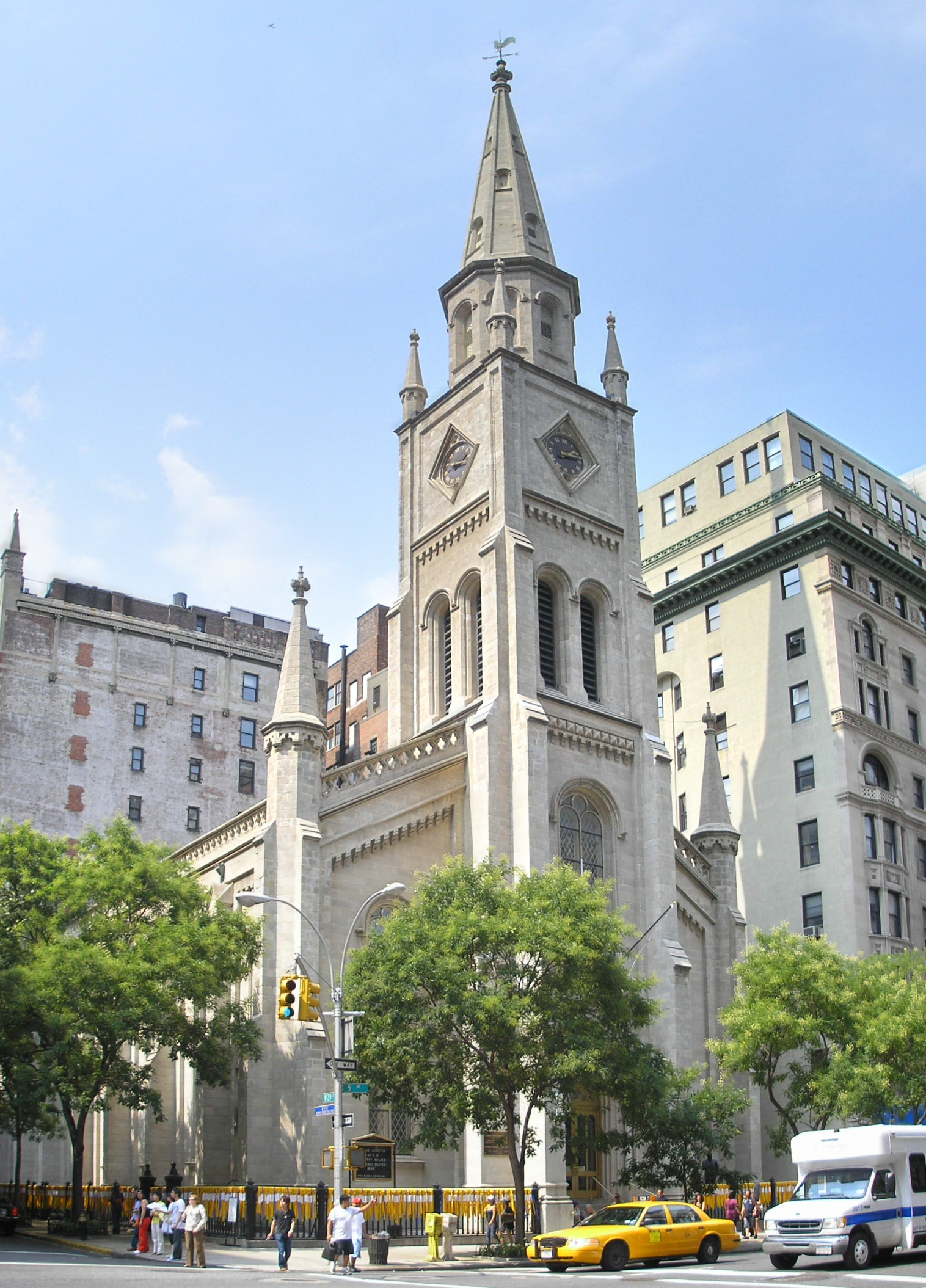
5番街29丁目のマーブル協同教会

協同改革派プロテスタント・オランダ教会（きょうどうかいかくはプロテスタント・オランダきょうかい、英: Collegiate Reformed Protestant Dutch Church）は、ニューヨーク市マンハッタンのオランダ改革派の信徒組織である。この組織の教会堂はいくつかの場所に建てられ、現在ではマーブル協同教会、新ミドル協同教会、ウェスト・エンド協同教会、およびフォート・ワシントン協同教会の四つが存在している。これらは全てニューヨークの改革派プロテスタント・オランダ教会の構成組織である。この組織の元祖は1628年に設立された。

## 歴史

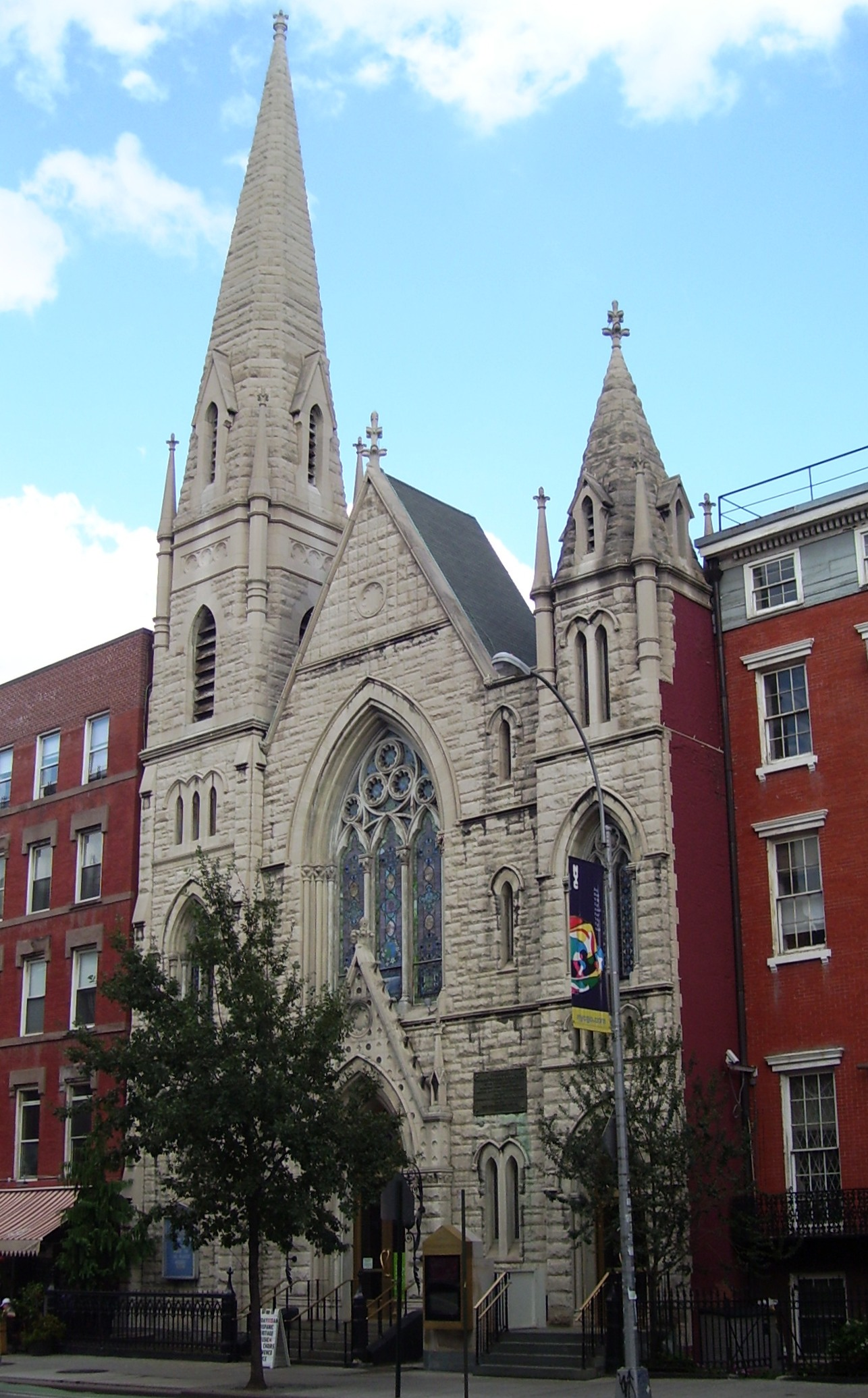
イースト・ヴィレッジの2番街にある新ミドル協同教会

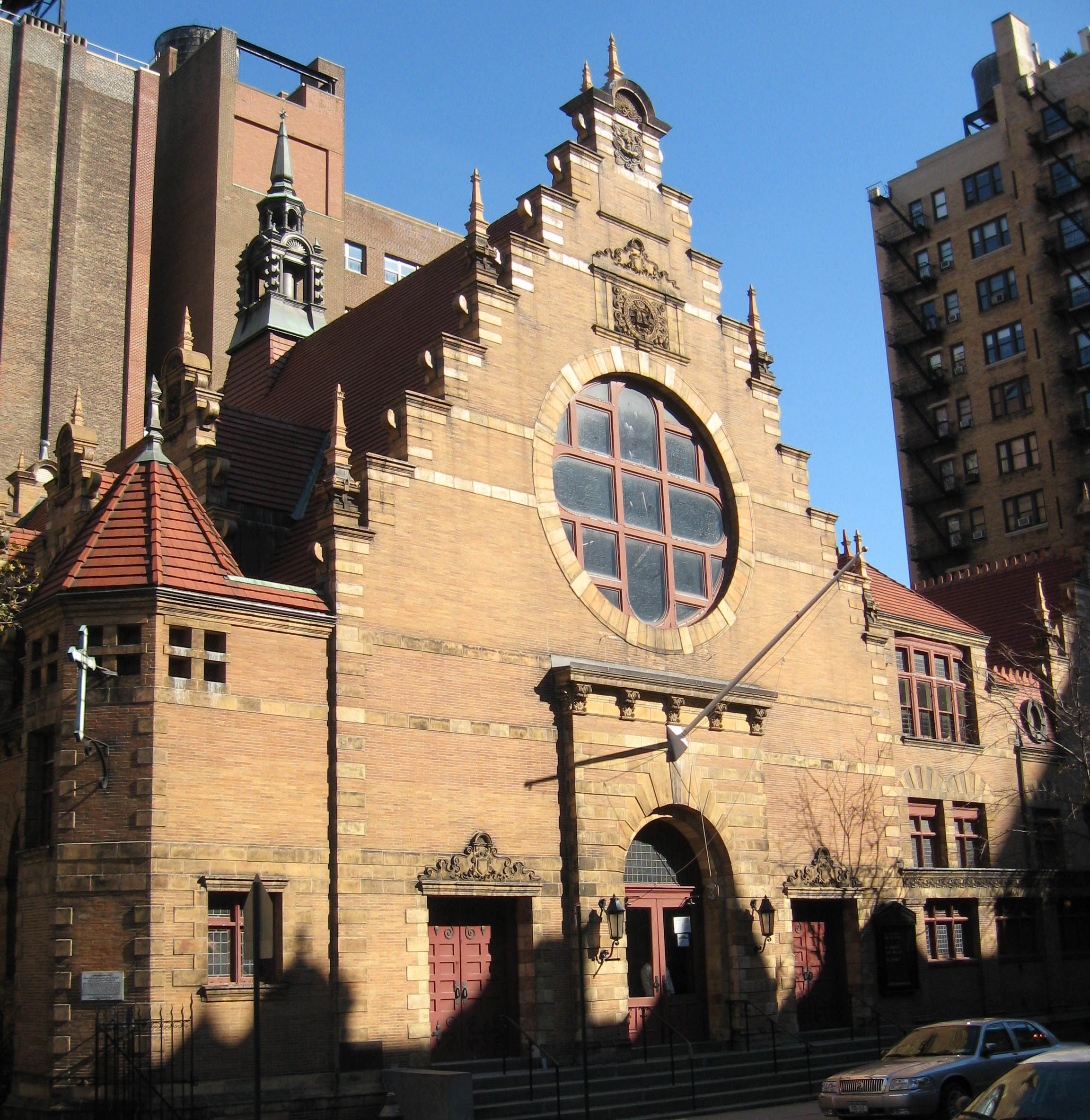
ウェスト・エンド・アヴェニューの77丁目にあるウェスト・エンド協同教会と協同学校 (Collegiate School)

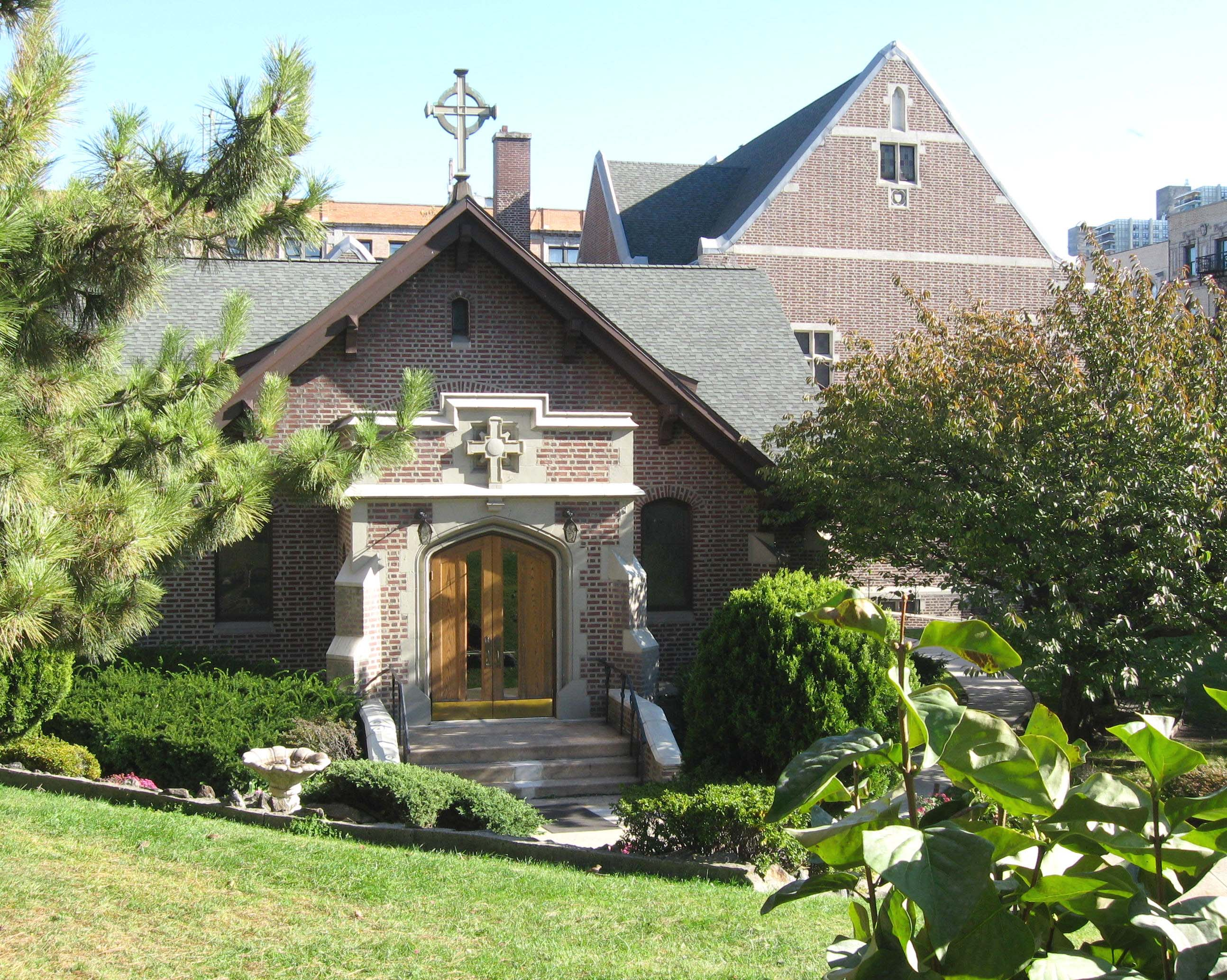
フォート・ワシントン・アヴェニュー470西181丁目にあるフォート・ワシントン協同教会

最初の教会
ピーター・ミニュイットはオランダ西インド会社の技術士クリン・フレデリックスに堅牢な砦フォート・アムステルダムの建設を命じた。これは杉の柵で囲まれ、当時の入植者たちをすべてを収納し、外敵から守ることができるだけの広さを持っていた。この砦の内部は司政者の居住地があり、壁の外は毛皮の保管所や馬力で動作する風車があった。そして、2階にあった大きな部屋は教会として利用されていた。
1633年の教会
この信徒組織の最初の教会堂は、当時の海岸線であった現在のパール・ストリート沿いのイースト川に面した所に建てられた。これは単純な木造の、尖塔を持たない腰折れ屋根の建物であった。
1643年の教会
2代目の教会堂は、フォート・アムステルダムの外壁の内側に建設された。この建物の尖塔には風見鶏が備わっており、当時のニューヨーク市で最も高い建築物であった。イギリス軍によるニューアムステルダム陥落の後は、この建物はイングランド国教会の駐屯軍用の教会として使われるようになった。
1693年ガーデン・ストリート教会
ガーデン・ストリート教会 (Garden Street Church) は、現在のエクスチェンジ・プレイスの場所に、イギリスによって占領された駐屯軍用の教会の建て替えによって造られた。オランダ改革派の信徒組織は、1969年5月19日にイングランド王ウィリアム3世によって、アメリカのオランダ教会としての設立許可を与えられた。
1731年 ミドル協同教会
初代のミドル協同教会 (Middle Collegiate Church) は、現在のシーダー・ストリート (Cedar Street) 近くのナッソー・ストリートの場所に1731年に建設された。アメリカ独立戦争時には、ここはイギリス軍に占領され、牢獄や病院、乗馬学校などとして用いられた。戦後になって再び教会に転換された。1844年から1875年にかけて、この建物はニューヨーク市の中央郵便局として機能した。そして、1882年に解体された。
1769年 ノース教会
1769年、オランダ改革派の信徒組織の拡大に伴い、ノース教会 (North Church) が設立された。
1839年 第二ミドル協同教会（ミドル・オランダ教会）
ミドル・オランダ教会 (Middle Dutch Church) またはミドル協同教会 (Middle Collegiate Church) は、1836年から1839年にラファイエット・プレイス、現在のラファイエット・ストリートに建設された。これは信徒数の拡大により建てられた2つめのミドル協同教会である。この教会は1887年に廃止された。この教会の鐘はセント・ニコラス協同教会へと移され、セント・ニコラス協同教会が解体される際には新ミドル協同教会へと移された。
1854年 マーブル協同教会
マーブル協同教会は1854年に5番街と29丁目の角に建設された。元々は、5番街協同教会 (Fifth Avenue Collegiate Church) または時に29丁目教会 (29th Street Church) と呼ばれていたが、1906年にそのファサードの素材であるタッカホー・マーブル（大理石の一種）から "マーブル" (Marble) の名前が付けられた。
1872年 セント・ニコラス協同教会
セント・ニコラス協同教会は、48丁目の5番街600に1869年から1872年に建てられた。W・ホイーラー・スミス設計のゴシック・リヴァイヴァル建築である。セント・ニコラスの名前を冠する以前は5番街教会 (Fifth Avenue Church) や48丁目教会 (Forty-Eighth Street Church) と呼ばれていた。1949年に解体された。
1891年 新ミドル協同教会
新ミドル協同教会は、1891年から1892年にS・B・リード設計により2番街の6丁目と7丁目の間に建設された。
1892年 ウェスト・エンド協同教会
ウェスト・エンド協同教会は、ロバート・W・ギブソン設計により1891年から1892年にウェスト・エンド・アヴェニューと77丁目の北東の角に建設された。この教会複合施設には1628年創立の協同学校 (Collegiate School) も入っている。
1909年 フォート・ワシントン協同教会
フォート・ワシントン協同教会は、フォート・ワシントン・アヴェニュー470にウェスト・エンド協同教会の出先機関として開業した。この教会は1908年から1909年にネルソン・アンド・ヴァン・ワーゲネン (Nelson & Van Wagenen) 建築事務所の設計でカントリー・ゴシック様式として建設された。1916年に協同改革派プロテスタント・オランダ教会の正式メンバーとなり、マーブル、ミドル、そしてウェスト・エンド協同教会と同格となった。ハミルトン・グレインジ改革派教会 (Hamilton Grange Reformed Church) の信徒およびハーレム改革派オランダ教会 (Harlem Reformed Dutch Church) の以前のメンバーもここに所属している。